# Capivariano Futebol Clube
Capivariano Futebol Clube, comúnmente conocido como Capivariano, es un club de fútbol brasileño con sede en Capivari, estado de São Paulo.

## Historia
El club fue fundado el 12 de octubre de 1918. Capivariano ganó el Campeonato Paulista Série A3 en 1984 y el Campeonato Paulista Série A2 en 2014. Los principales rivales del equipo son Paulínia FC y Primavera EC.

## Logros
- Campeonato Paulista Serie A2:
  - Ganador (1): 2014
- Campeonato Paulista Série A3:
  - Ganador (1): 1984
- Campeonato Paulista Segunda Divisão:
  - Subcampeón (2): 1994, 2011

## Estadio
Capivariano Futebol Clube juega sus partidos en el Arena Capivari (antiguo Estádio Municipal Carlos Colnaghi). El estadio tiene una capacidad máxima de 19,000 personas.